# ATAC

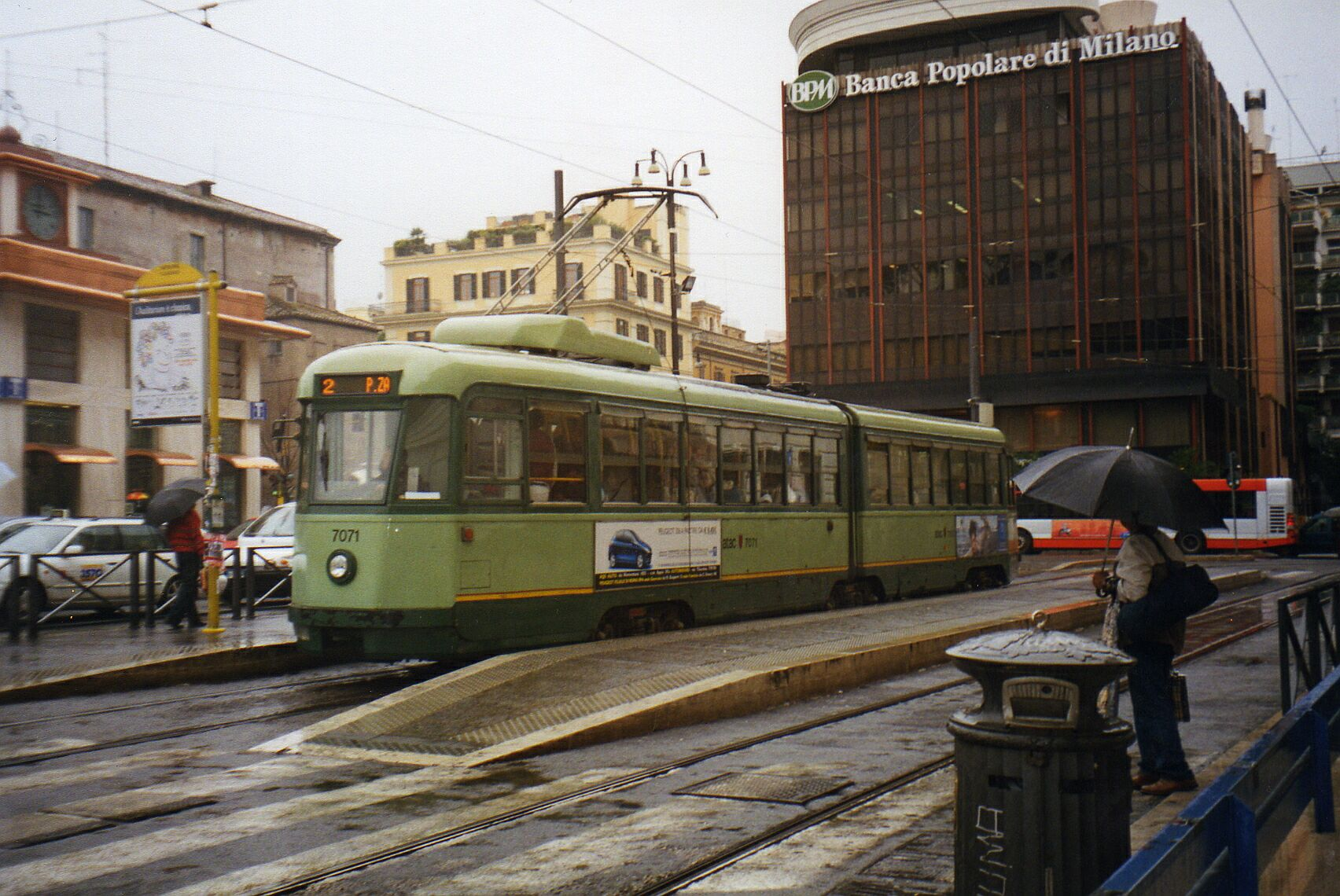
n. 7071: ローマの路上で約60年運用されているスタンガ製の路面電車

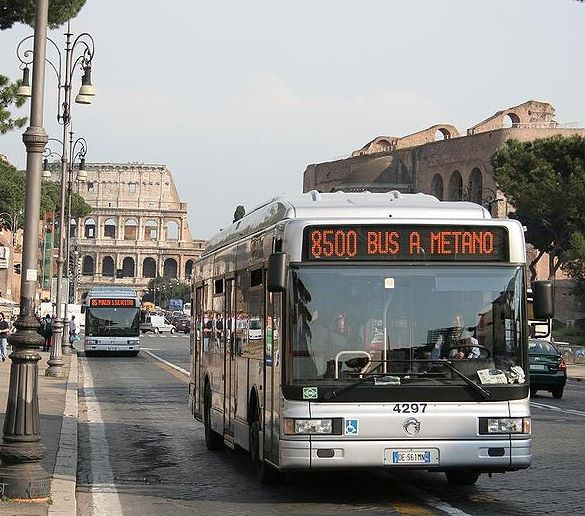
n. 4297:850系統で運用されるメタン燃料の新型バス

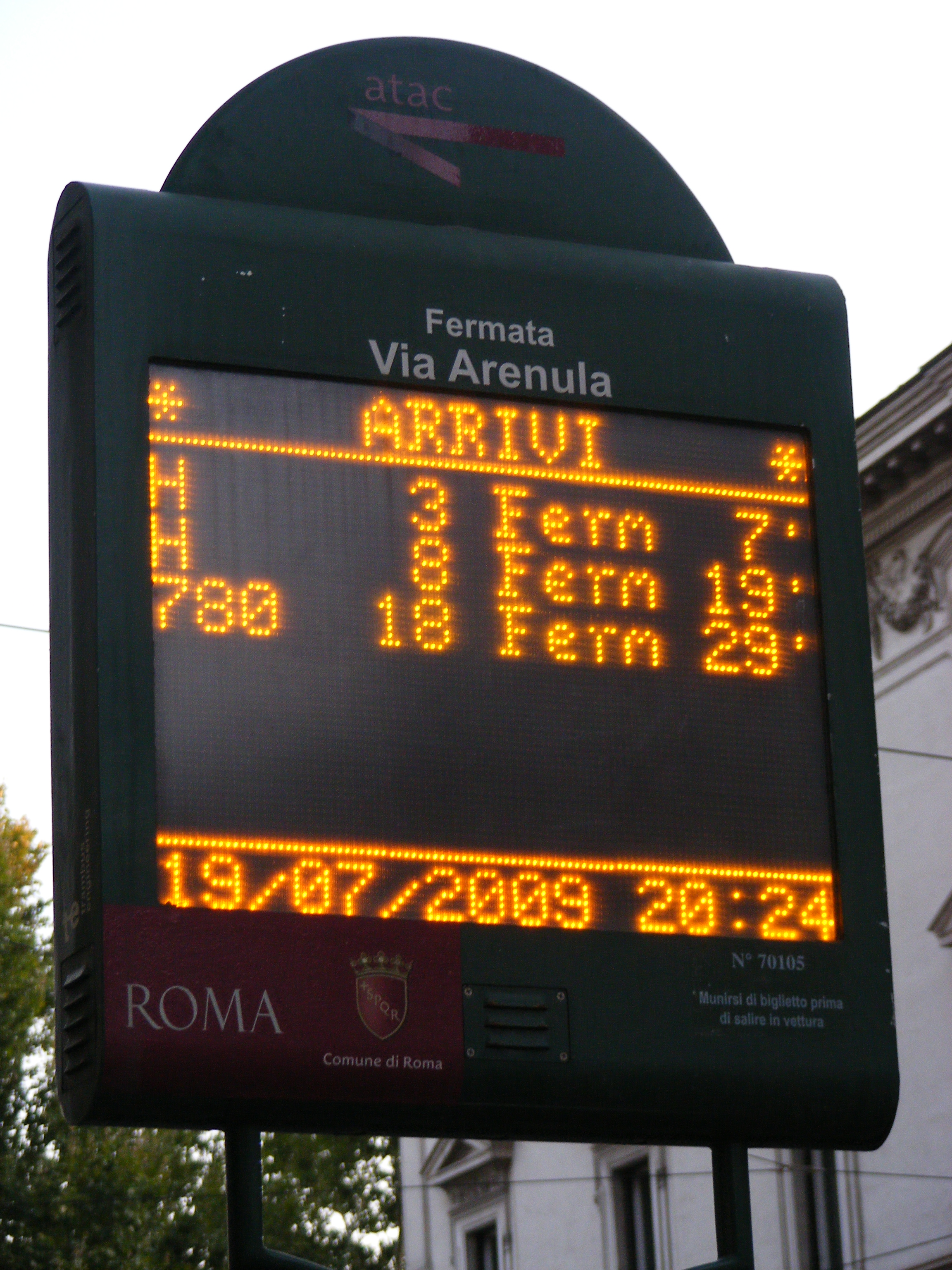
バス停

ATAC（アタク）は、イタリア・ローマの公共交通会社である。
「Azienda Tranvie ed Autobus del Comune di Roma」（ローマのコムーネの路面電車とバスの会社）のアクロニムだったが、ローマ市（コムーネ）から分離され公共交通を委託される株式会社となった現在では「Agenzia per i Trasporti Autoferrotranviari del Comune di Roma」（ローマのコムーネのバスと鉄道と路面電車を扱う会社）の略としている。

## 運行路線
地下鉄 (Metro)
- A線 : アナニーナ駅 - バッティスティーニ駅
- B線 : ラウレンティーナ駅 - レビッビア駅 / コンカ・ドーロ駅
- C線 : 建設中

都市鉄道 (Ferrovie ATAC)
- ローマ＝リード線
- ローマ＝ジャルディネッティ線
- ローマ＝チーヴィタ・カステッラーナ＝ヴィテルボ線

トラム (Tram)
- 2系統 : フラミーニオ広場 - Piazza Mancini
- 3系統 : Piazza Thorvaldsen - ローマ・トラステヴェレ駅
- 5系統 : ローマ・テルミニ駅 - Piazza dei Gerani
- 8系統 : ヴェネツィア広場 - Via del Casaletto
- 14系統 : ローマ・テルミニ駅 - V.le Palmiro Togliatti
- 19系統 : Piazza Risorgimento - Piazza dei Gerani

バス

## 歴史
1909年にエルネスト・ナタンによりAATM (Azienda Autonoma Tramviaria Municipale) として設立され、すぐに名称をATM (Azienda Tramvie Municipali)に変更し、1911年3月21日にコロンナ広場とサンタクローチェ・イン・ジェルサレンメ間の営業を開始した（市電路線網の大部分を営業していたSRTOの路線と区別するためにATMの路線はローマ数字で採番された）。
1919年、ATMはSRTOの機材と路線を段階的に吸収し始めた。
1926年、コムーネにかわり政府直轄区ローマ (Governatorato di Roma) が設立されたためATMはATGと改名、2年後最初のバス路線を設立した際にATGからATAG (Azienda Tramvie e Autobus del Governatorato) に改名した。
1929年12月21日、一路線だけを営業していたSRTOが廃止となり、そのすべての機材がATAGに回された。それから数日後の1930年1月1日に路線網の根本的な整備が行われ、すべての歴史的中心にある路面電車路線が廃止されバス路線が休止となった。整備後の営業では、内環状線「チルコラーレ・インテルナ」 (circolare interna) から出発して、郊外側にある外環状線「チルコラーレ・エステルナ」 (circolare esterna) に接続する一連の放射状の路線を構築した。路面電車線の郊外始発駅からは、バスによる周辺地域への路線が展開する。これでその後の数十年ローマの路線網の特徴がつくられた。
1937年1月8日、フラミーニオ区で137番と138番の2つのトロリーバス路線の営業を始めた。
1944年8月9日、独裁政権の終わりとともに街の扱いはコムーネに戻り、ATAGはATACと変わり、路線網と車両基地の再構築という難しい課題に直面し始めることとなった。戦後の最初の2年間「カミオネッタ」による最小限の営業で、1947年2月からATACは最初に修復した6路線で、1948年には戦前の路線網に回復した。
1950年代には、トロリーバス網の拡張から路面電車のそれを援助し、1960年には大きな打撃を受けることとなる。その年のオリンピック見物用の路線システムで、チルコラーレ・インテルナ（CD、CS）やチルコラーレ・エステルナ (ES) 多くの路面電車線が廃止されバスによる運行とされた。
1972年7月に最後のトロリーバス路線（47番）が廃止され、さらに路線電車網が縮小されて、ATACの路線網はほとんどバスが独占的となりそれは現在でもそうである。
2000年には、ようやく最後の改革となる。ATACは車両、路面電車とトロリーバスの設備のみ維持することとして、商業的な経営問題は外部の委託団体に移譲した。ATACの屋台骨であるローマの路線の大部分はトラムブスに譲渡され、いくつかの第三の会社が周辺とそのさらに周辺のいくつかの路線を委託された。
2006年から歴史的な所在地であるヴォルトゥルノ通りを手放し、「青帯」 (strisce blu)と呼ばれる有料駐車場所を運営していた「STA」を吸収し、Agenzia per la Mobilità del Comune di Roma となった。そのため、今ではATACは駐車、信号、優先車線、路面電車線の経営といった公共の移動手段を独占的に支配する。

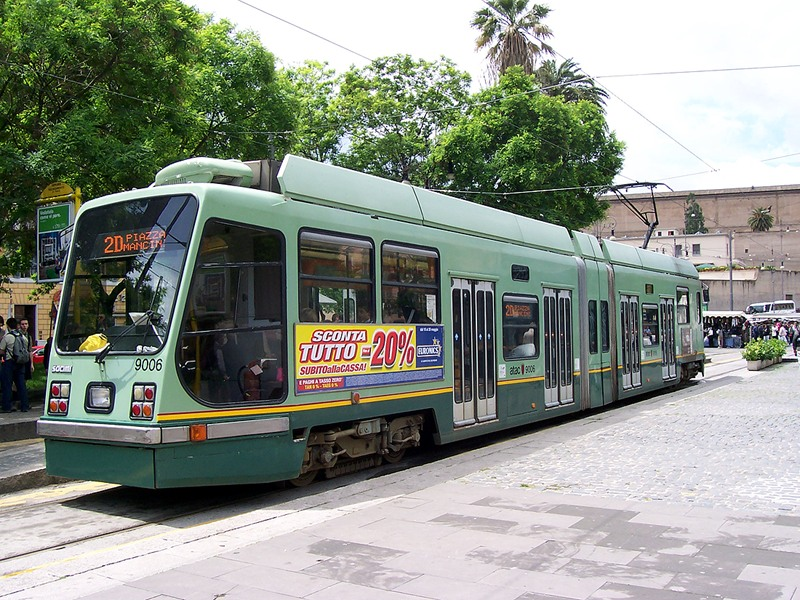
1990年代初めに大量導入された部分低床車9000型
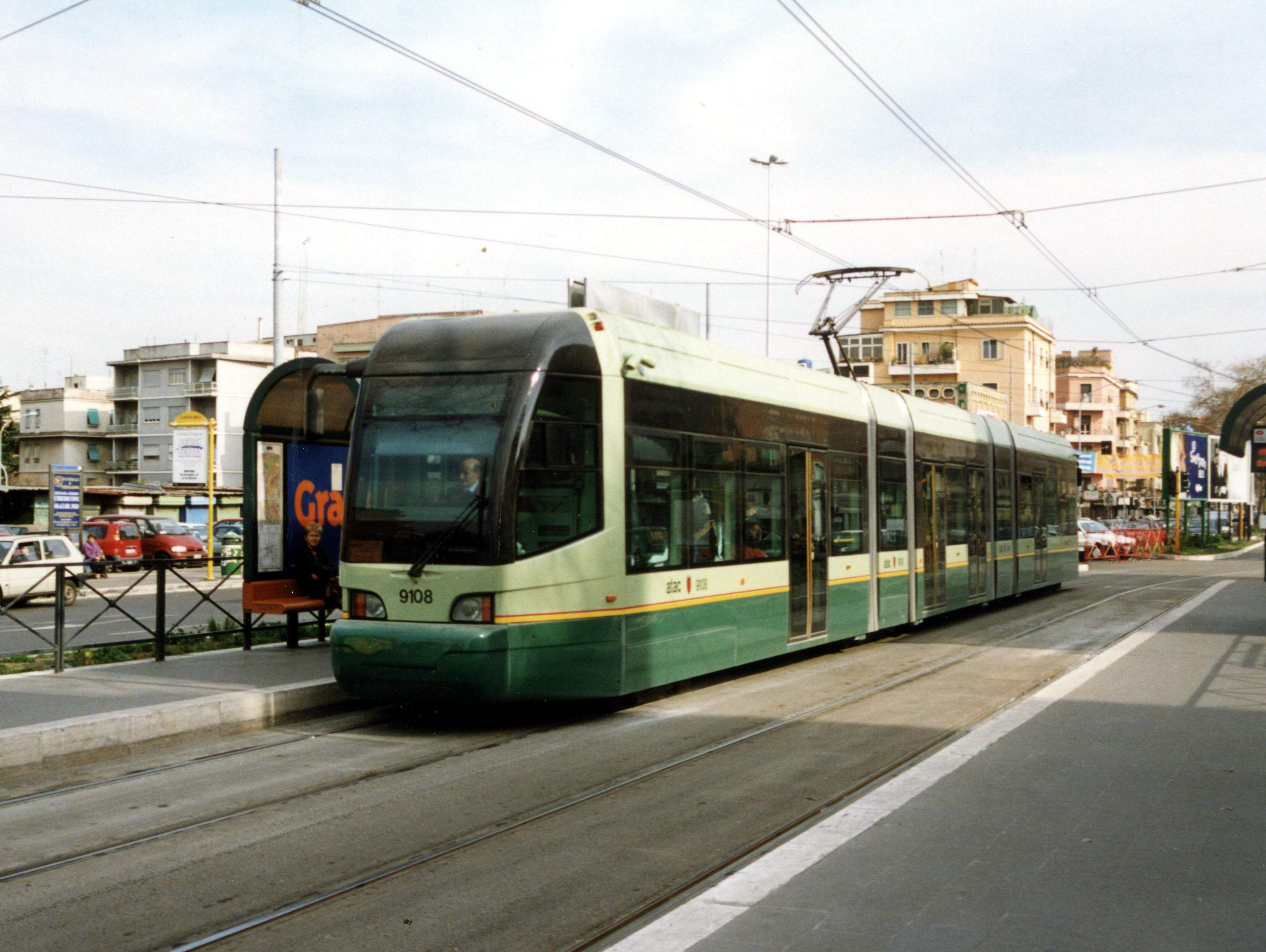
超低床電車9100型
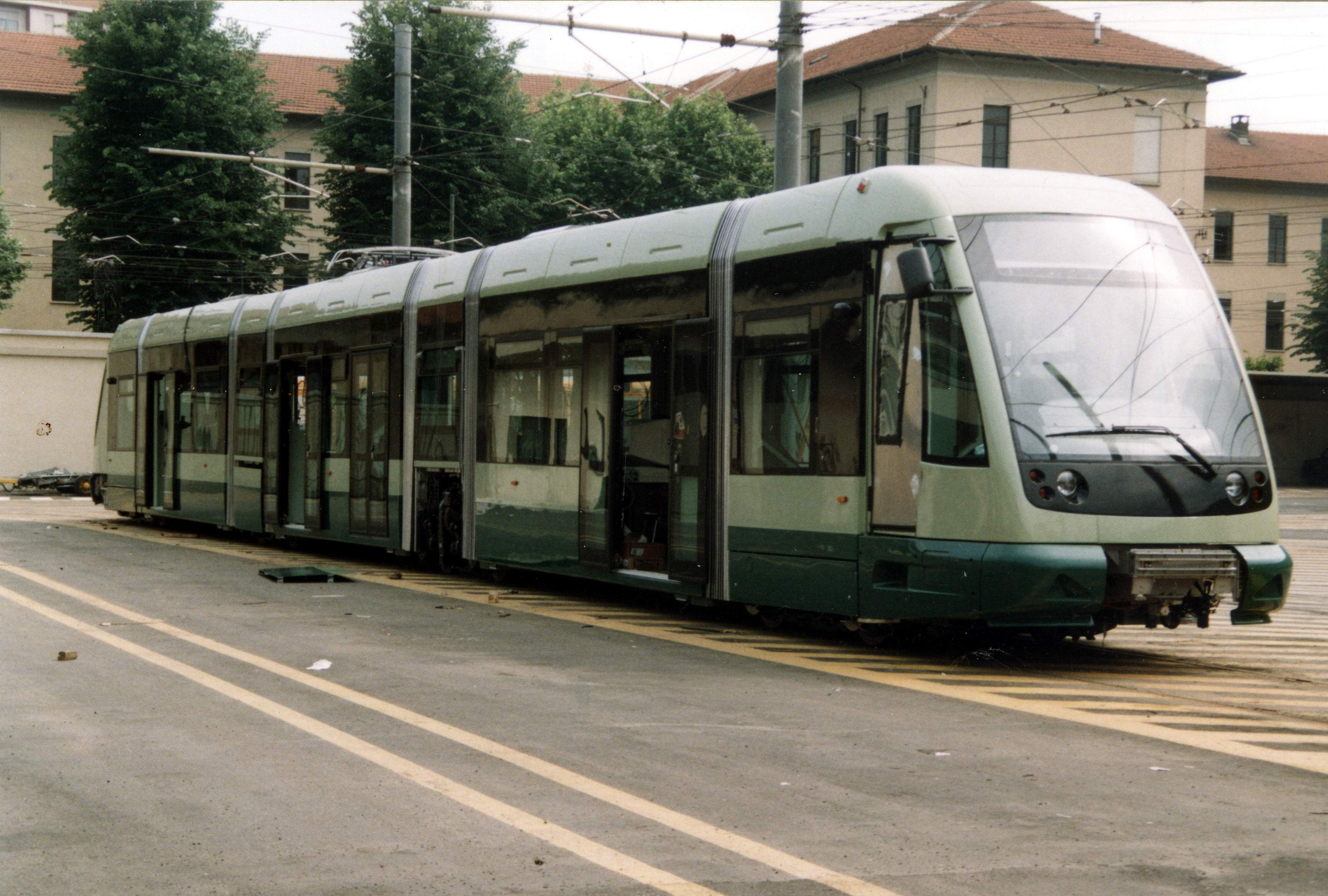
超低床電車9200型